# Tatyšlinskij rajon
Il Tatyšlinskij rajon (in russo Татышлинский район?) è un municipal'nyj rajon della Repubblica della Baschiria, nella Russia europea.